# Bienvenue chez Bob
« Bienvenue chez Bob» est le premier épisode de la première saison de la série télévisée d'animation Bob's Burgers. Il a été diffusé à l'origine sur la chaîne Fox aux États-Unis le 9 janvier 2011.
L'épisode a été écrit par Loren Bouchard et Jim Dauterive, et réalisé par Anthony Chun. D'après l'indice d'écoute Nielsen, il a été regardé par 9,41 millions de foyers lors de sa diffusion originale, ce qui en fait l'épisode le plus regardé de la série.
L'épisode comprend la participation d'Andy Kindler, Ron Lynch et Sam Seder.

## Résumé
Après plusieurs inaugurations avortées, Bob Belcher et sa famille rouvrent leur restaurant de hamburgers gastronomiques, Bob's Burgers, anticipant le succès car le parc d'attraction voisin, Wonder Wharf, est en train d'attirer les foules. Bob demande à son fils, Gene, de proposer des mini hamburgers à goûter gratuitement aux passants devant le restaurant. Mais, lorsque Gene choque les personnes en deuil venant des pompes funèbres voisines, il laisse tomber les hamburgers sur le trottoir, les ramasse et continue de les offrir aux gens. L'inspecteur sanitaire Hugo et son assistant Ron le remarquent immédiatement et enquêtent sur une rumeur selon laquelle ces hamburgers seraient préparés à partir de chair humaine du crématorium.
En entrant dans le restaurant, Hugo est sous le choc en voyant Linda, la femme de Bob, avec laquelle il était fiancé autrefois. Se souvenant que Linda l'a quitté pour Bob il y a de nombreuses années, il complote pour fermer le restaurant en le pénalisant à tort pour des infractions au code de santé publique. Il place une pancarte sur la vitrine, affirmant que des restes humains pourraient se trouver dans le restaurant. Il encourage une foule grandissante et alimente les rumeurs contre Bob's Burgers, créées à l'origine par Louise, la fille cadette de Bob, lors d'un exposé à l'école pour impressionner ses camarades de classe. Alors que la foule se met à manifester et à se montrer hostile envers Bob, ce dernier est bouleversé lorsqu'il se rend compte qu'il a oublié que c'était aussi son anniversaire de mariage. Bien que Bob affirme que les rumeurs sont fausses, la situation empire lorsqu'un corps provenant des pompes funèbres se retrouve à l'intérieur du restaurant.
Bob décide finalement de s'adresser à la foule et, après avoir réussi dans un premier temps à les calmer, ses paroles sont interprétées par les membres de la foule comme un soutien au cannibalisme, tandis que Louise continue de perpétuer la rumeur. La situation dégénère lorsqu'un manifestant en colère brise la vitrine du restaurant avec une boule à neige. Bob est attristé et dit à Linda qu'il a l'impression d'être un raté et qu'elle aurait mieux fait d'épouser Hugo, dont elle avait admis plus tôt qu'il embrassait mieux que lui. Linda lui répond qu'elle l'a épousé parce qu'il avait un rêve pour leur avenir, alors qu'Hugo était un homme seul et sans rêve. Louise s'excuse auprès de Bob d'avoir créé la rumeur initiale.
Réconforté par sa femme, Bob cuisine pour la famille jusqu'à ce qu'apparaisse une camionnette d'un club de cuisine exotique. Ils veulent manger de la chair humaine et Bob exploite la situation en leur faisant payer 50 dollars par hamburger contenant cette soi-disant chair humaine. Ron passe au restaurant et dit à Bob que lui et Hugo ont effectué des tests qui ont conclu que les hamburgers ne contiennent que des ingrédients autorisés. Heureux du succès de son établissement, Bob emmène Linda au parc d'attractions d'à côté pour célébrer leur anniversaire de mariage.

## Contexte
L'intrigue de « Bienvenue chez Bob »
est basée sur le postulat original de Bob's Burgers, dans lequel les Belchers étaient une famille de cannibales qui préparaient leurs hamburgers à partir de chair humaine. Cette idée a finalement été abandonnée, et le ton et la direction générale de la série ont changé.